# La Prisonnière de la tour de feu
Pour plus de détails, voir Fiche technique et Distribution.
La Prisonnière de la tour de feu (Prigioniera della torre di fuoco) est un film de cape et d'épée italien réalisé par Giorgio Walter Chili et sorti en 1952.

## Synopsis
Au XVe siècle, deux jeunes hommes issus de familles ennemies se lient d'une solide amitié. Leur loyauté est mise à l'épreuve lorsqu'ils tombent amoureux de la même femme.

## Fiche technique
- Titre français : La Prisonnière de la tour de feu[1]
- Titre original italien : Prigioniera della torre di fuoco[2]
- Réalisateur : Giorgio Walter Chili
- Scénario : Giorgio Walter Chili, Jacopo Corsi, Federico Luigi Galli, Alfredo Niblo
- Photographie : Oberdan Troiani (it)
- Montage : Nino Baragli
- Musique : Carlo Rustichelli
- Décors : 	Federico Luigi Galli
- Costumes : Dario Cecchi
- Production : Fernando Moscato, Nello Di Paolo
- Société de production : L.I.A. Film
- Pays de production :  Italie
- Langue originale : italien
- Format : Noir et blanc - 1,37:1 - Son mono
- Durée : 92 minutes
- Genre : film de cape et d'épée
- Dates de sortie :
  - Italie : 1952 (visa délivré le 8 avril 1952[2])
  - France : 24 juillet 1953[1]

## Distribution
- Elisa Cegani : Bianca Maltivoglio
- Milly Vitale : Germana Della Valle
- Ugo Sasso : Cesco Di Maltivoglio
- Carlo Giustini : Marco Pepli
- Attilio Dottesio : Carlo Pepli
- Nino Manfredi : Stornello
- Oscar Andriani : Frère Anselmo
- Cesare Fantoni Lorenzo Pepli
- Carlo Ninchi : Giovanni Sforza
- Rossano Brazzi : Cesare Borgia
- Franco Pesce (en) : Pietro
- Mario Sailer : Ambassadeur de Forli
- Sergio Nicoletti : Raniero di Maltivoglio
- Diego Pozzetto : frère Raimondo
- Girolamo Favara : Malatesta
- Memmo Carotenuto : Raimondo
- Secondo Zeglio : soldat
- Giulio Calì Giulio
- Mario Galli : l'huissier de Borgia
- Ada Colangeli : servante